# Princípios, Meios e Fins
Princípios, Meios e Fins é o primeiro extended play (EP) da cantora e compositora brasileira Sandy, lançado no dia 30 de outubro de 2012 em formato digital e no dia 9 de novembro do mesmo ano em formato físico, através da loja virtual da cantora.
O EP contém cinco faixas e foi lançado oficialmente pelo iTunes, loja virtual da Apple. Em novembro de 2012, uma edição limitada no formato físico foi colocada à venda na loja virtual Sandy Store.
Dentre as músicas, estão "Aquela dos 30", "Escolho Você", "Olhos Meus", "Segredo" e a faixa bônus "Saudade". Sandy lançou o EP como uma prévia de seu segundo álbum de estúdio, sendo que todas as cinco faixas dele estão presentes no disco Sim, lançado em 2013.

## Lista de faixas
| Edição padrão  |                         |                        |         |  |
| N.º            | Título                  | Compositor(es)         | Duração |  |
| 1.             | "Aquela dos 30"         | Sandy Leah Lucas Lima  | 03:19   |  |
| 2.             | "Segredo"               | Leah Lima              | 03:27   |  |
| 3.             | "Olhos Meus"            | Leah                   | 02:34   |  |
| 4.             | "Escolho Você"          | Leah Lima Jason Tarver | 03:36   |  |
| 5.             | "Saudade" (Bônus track) | Denis Nassar           | 05:22   |  |
| Duração total: | Duração total:          | Duração total:         | 18:22   |  |